# Kashmir (brano musicale)
Kashmir è una celebre canzone del gruppo hard rock inglese Led Zeppelin. Compare nell'album Physical Graffiti (1975). È annoverata al 140º posto nella lista delle 500 migliori canzoni secondo Rolling Stone.

## Storia
Kashmir viene spesso considerata una delle canzoni di maggior successo dei Led Zeppelin, e tutti e quattro i membri del gruppo furono d'accordo nel definirla uno dei loro migliori lavori in campo musicale. John Paul Jones affermò che il brano metteva in luce tutti gli elementi che avevano contribuito a formare il sound dei Led Zeppelin, mentre Robert Plant citò la canzone come una delle sue preferite. Questo fu in parte dovuto al fatto che Plant trovava irritante dover spiegare in continuazione il testo di un'altra canzone del gruppo, Stairway to Heaven. In un'intervista rilasciata alla rivista Rolling Stone nel 1988, Plant affermò che Kashmir era "la canzone dei Led Zeppelin per eccellenza". 
La canzone si basa su un riff ripetuto per tutta la sua durata, interrotto solo in alcuni punti dove la voce e la batteria dominano. Il brano risente di influenze orientali e sono presenti trombe e violini che fanno da accompagnamento in alcuni pezzi della canzone.
La canzone fu inclusa nelle scalette di ogni tour dal 1975 (anno di uscita di Physical Graffiti) fino al 1980 (anno dello scioglimento). Inoltre a partire dal 1977 venne introdotta da White Summer/Black Mountain Side, un pezzo strumentale di Jimmy Page.
Nel 1994 Jimmy Page e Robert Plant ne incisero una nuova versione inserita nell'album No Quarter: Jimmy Page and Robert Plant Unledded.

## Composizione
Una prima demo del brano fu registrata da Jimmy Page e John Bonham verso la fine del 1973; in seguito, Robert Plant compose il testo e la sezione centrale, e John Paul Jones arrangiò le orchestrazioni. Plant scrisse il testo nel 1973 mentre stava guidando attraverso il deserto del Sahara in Marocco, subito dopo il tour americano di quell'anno. Furono ingaggiati dei turnisti per la registrazione degli strumenti ad arco e i fiati, mentre fu John Paul Jones ad occuparsi del mellotron.
Nonostante la canzone parli di una regione montuosa (Kashmir, appunto) tra il Pakistan settentrionale, l'India e la Cina, nessun membro del gruppo aveva mai visitato quei luoghi. Il titolo originale era Driving to Kashmir.
Per la registrazione di Kashmir, Jimmy Page si servì di una chitarra con accordatura D-A-D-G-A-D, a cui era già ricorso per White Summer e Black Mountain Side. Per le esecuzioni dal vivo, Page era solito servirsi di una chitarra Danelectro 59 DC, mentre per la reunion del 2007 si servì di una Gibson Les Paul.
Il brano è un esempio di poliritmia: il riff principale in tre quarti, infatti, è sostenuto dalla batteria di John Bonham che suona in quattro quarti. Robert Plant sostenne che la batteria fosse molto importante nell'economia del brano, e che l'arrangiamento di Bonham fosse funzionale. Il brano è composto in tonalità di Re maggiore e prevede un uso intensivo di cromatismi ascendenti e discendenti rispettivamente nel riff portante e nel riff secondario che spezza i versi dando, anche grazie al tempo di marcia, un senso di lento avanzare verso la tonica. La linea vocale è di impostazione blues e include sia la terza minore (Fa naturale) che la terza maggiore (Fa diesis) della tonalità. L'interludio utilizza la scala di La misolidio 6m e ha un'aria fortemente orientaleggiante.

## Influenza culturale
Il brano Signifying Rapper del rapper Schoolly D. si basa sul giro di chitarra di Kashmir ed è stato usato nella colonna sonora del film di Abel Ferrara Il cattivo tenente.
Il rapper Puff Daddy ha usato parte della canzone nel suo brano Come with Me, compresa nella colonna sonora del film Godzilla, nel cui video musicale appare Jimmy Page.

## Altri usi
L'intro del brano è stato usato da X-Factor per farne il proprio tema principale; È presente anche in Call of Duty: Black Ops come opening theme della modalità multigiocatore.
Dal 2011 la parte terminale del brano della versione rap di Puff Daddy ft. Jimmy Page, intitolata Come with Me, è usata come introduzione al finale della trasmissione televisiva Avanti un altro!.

## Tracce
1975 7" single (Thailand: Atlantic T 026)
- A.  "Kashmir" (Bonham, Page, Plant) - 8:28
- B1. "Boogie with Stu" (Bonham, Jones, Page, Plant, Stewart, Mrs. Valens) - 3:51
- B2. "Black Country Woman" (Page, Plant) - 4:24

## Formazione
Led Zeppelin
- Jimmy Page – chitarra solista
- Robert Plant – voce
- John Paul Jones – basso, tastiere
- John Bonham – batteria